# Akrapovič
Akrapovič (укр. Акраповіч) — словенська компанія з виробництва автомобільних та мотоциклічних вихлопних систем. З 1990 року компанія почала виготовляти вихлопні системи для мотоциклів. З 2010 розширила своє виробництво до вихлопних систем для автомобілів. Глобальний постачальник вихлопних систем в мотоспорті. Рішення Akrapovič використовуються в мотоциклах на гонках Moto GP, Супербайк, Супермото, Мотокросс, Ендуро и Раллі-Ренд. На травень 2010-го року, вихлопні системи Akrapovič використовувались у 38-ми світових чемпіонатах з мотоспорту. Бренд Akrapovič багаторазово отримував нагороди від профільних видань: Motor Sport Aktuell Magazine Best Brand 2009, Sport Auto Best Brand 2010, PS Magazine Best Brand 2010, Motorrad Magazine Best Brand 2010.

## Партнери

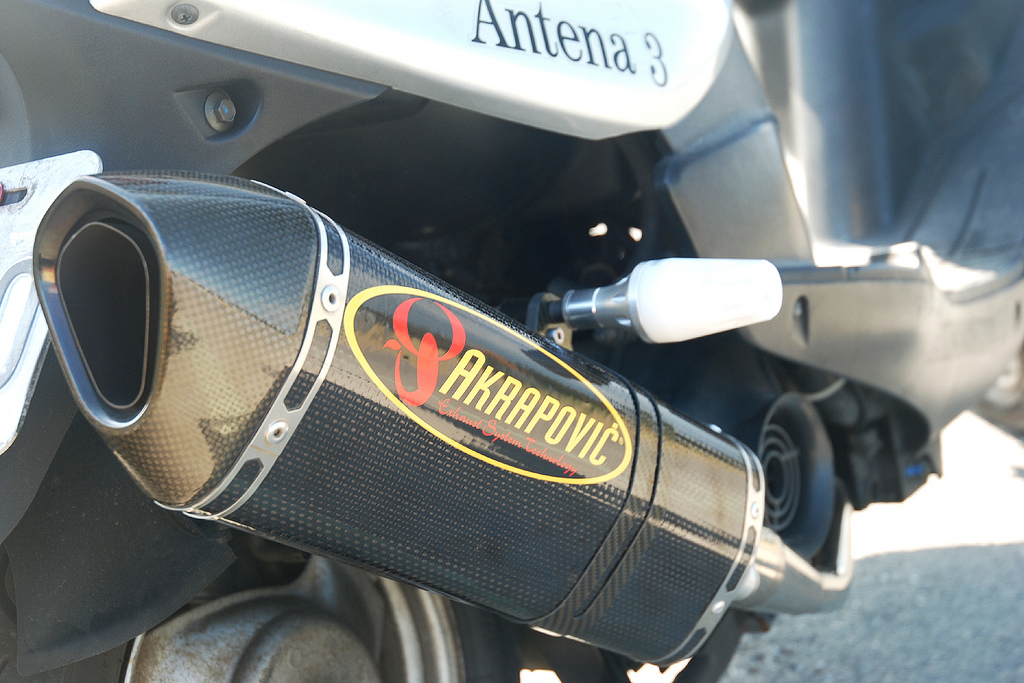

Компанія співпрацює з такими виробниками мотоциклів як  Yamaha, які пропонують глушники Akrapovič як додаткове обладнання для моделей R1, і MT-01. BMW Motorrad встановлює глушники Akrapovič на моделі R nineT, F800R, HP2 Megamoto, для більшої кількості іншого ряду моделей вони доступні опцією. Вихлопні системи також використовуються для мотоциклів Kawasaki, Honda, Aprilia и Suzuki. Akrapovič постачає вихлопні системи для автомобілів Audi (LMP, Audi R18 и Audi A5 DTM), BMW, Volkswagen і багатьох інших. Багато відомих мотоциклістів використовують рішення Akrapovič. Наприклад, Roger Lee Hayden використовував його на своєму Kawasaki.

## Критика
піддали критиці за продовження роботи в Росії та Україні під час війни. Хоча ці ринки не є основними для компанії, її рішення не припиняти бізнес було сприйнято як неетичне. Санкції проти Росії та перебої в постачаннях підняли питання про відповідальність компанії та її вплив на військові дії Росії.

## Виробництво
Титановий литійний завод Akrapovič знаходиться в приміщенні площею 800 м2 в м. Іванченьке Горіца. Процес лиття включає в себе впуск газу, рентгенівську радіоскопію і різні хімічні аналізи  за допомогою інструментів CAD / CAM / CEA. Компанія також виготовляє титановий асортимент під назвою «Akrapovič Evolution»